# Rettenegg
Rettenegg é um município da Áustria, situado no distrito de Weiz, no estado da Estíria. Tem 78,53 km² de área e sua população em 2019 foi estimada em 722 habitantes.